# Challenger de Montevideo 2013
El Uruguay Open 2013 fue un torneo de tenis profesional que se jugó en pistas de tierra batida. Se trató de la 9.ª edición del torneo que forma parte del ATP Challenger Tour 2013. Tuvo lugar en Montevideo, Uruguay entre el 28 de octubre y el 3 de noviembre de 2013.

## Jugadores participantes del cuadro de individuales

### Cabezas de serie
| Favorito | País                 | Jugador                | Rank1 | Posición en el torneo |
| -------- | -------------------- | ---------------------- | ----- | --------------------- |
| 1        | Bandera de Argentina | Leonardo Mayer         | 82    | Cuartos de final      |
| 2        | Bandera de Italia    | Paolo Lorenzi          | 86    | Segunda ronda         |
| 3        | Bandera de Argentina | Diego Schwartzman      | 105   | FINAL                 |
| 4        | Bandera de Colombia  | Alejandro González     | 108   | Primera ronda         |
| 5        | Bandera de Brasil    | Rogério Dutra da Silva | 127   | Cuartos de final      |
| 6        | Bandera de España    | Pere Riba              | 130   | Cuartos de final      |
| 7        | Bandera de Argentina | Martín Alund           | 133   | Semifinales           |
| 8        | Bandera de España    | Rubén Ramírez Hidalgo  | 137   | Baja                  |
| 9        | Bandera de Argentina | Facundo Bagnis         | 139   | Primera ronda         |

- 1 Se ha tomado en cuenta el ranking del día 21 de octubre de 2013.

### Otros participantes
Los siguientes jugadores recibieron una invitación (wild card), por lo tanto ingresan directamente al cuadro principal (WC):
- Rodrigo Senattore
- Martín Cuevas
- Ariel Behar
- Marcelo Zormann da Silva

Los siguientes jugadores ingresan al cuadro principal tras disputar el cuadro clasificatorio (Q):
- Andrea Collarini
- Thiago Monteiro
- Marcelo Arévalo
- Gonzalo Lama

Los siguientes jugadores ingresan al cuadro principal como lucky loser (LL):
- Marco Trungelliti

Los siguientes jugadores ingresan al cuadro principal como exención especial (SE):
- Pablo Cuevas

Los siguientes jugadores ingresan al cuadro principal con ranking protegido (PR):
- Eduardo Schwank

## Jugadores participantes en el cuadro de dobles

### Cabezas de serie
| Favorito | País                        | Jugador         | País                        | Jugador         | Rank1 | Posición en el torneo |
| -------- | --------------------------- | --------------- | --------------------------- | --------------- | ----- | --------------------- |
| 1        | Bandera de Perú             | Sergio Galdós   | Bandera de Argentina        | Andrés Molteni  | 339   | Cuartos de final      |
| 2        | Bandera de los Países Bajos | Stephan Fransen | Bandera de los Países Bajos | Wesley Koolhof  | 353   | Primera ronda         |
| 3        | Bandera de Argentina        | Guillermo Durán | Bandera de Argentina        | Máximo González | 412   | Cuartos de final      |
| 4        | Bandera de Argentina        | Guido Andreozzi | Bandera de Argentina        | Eduardo Schwank | 432   | Cuartos de final      |

- 1 Se ha tomado en cuenta el ranking del día 21 de octubre de 2013.

## Campeones

### Individual Masculino
- Thomaz Bellucci  derrotó en la final a  Diego Schwartzman por 6-4, 6-4.

### Dobles Masculino
- Martín Cuevas /  Pablo Cuevas derrotaron en la final a  André Ghem /  Rogerio Dutra da Silva por Walkover.